# 高乐氏
高乐氏（Clorox）是美国生活用品生产商，1913年成立，总部位于加州奥克兰，在纽约证券交易所上市。2018年，该公司销售收入为61亿美元，在财富美国500强中排名第468位。